# Stazione di Castelnovo
Stazione di Castelnovo 2003-ban bezárt vasútállomás Olaszországban, Pinzano al Tagliamento településen.

## Vasútvonalak
Az állomást az alábbi vasútvonalak érintették:
- Sacile-Pinzano-vasútvonal

## Kapcsolódó állomások
A vasútállomáshoz az alábbi állomások vannak a legközelebb:
- Stazione di Travesio
- Stazione di Pinzano